# Фонтанеличе
Фонтанелѝче (на италиански: Fontanelice, на местен диалект Funtâna, Фунтана) е село и община в северна Италия, провинция Болоня, регион Емилия-Романя. Разположено е на 165 m надморска височина. Населението на общината е 1921 души (към 2010 г.).